# Габово (Коми)
 Габово — деревня в Усть-Куломском районе Республики Коми в составе сельского поселения Зимстан. 

## География
Расположена на правобережье реки Воч на расстоянии примерно 79 км по прямой от районного центра села Усть-Кулом на юг.  

## История
Известна с 1881 года, в 1892 году здесь был 41 житель. В 1916 12 дворов и 64 жителя, в 1926 19 и 80, в 1970 126 жителей, в 1989 41, в 1995 42.

## Население
Постоянное население  составляло 35 человек (коми 86%) в 2002 году, 23 в 2010 .